# Strumień

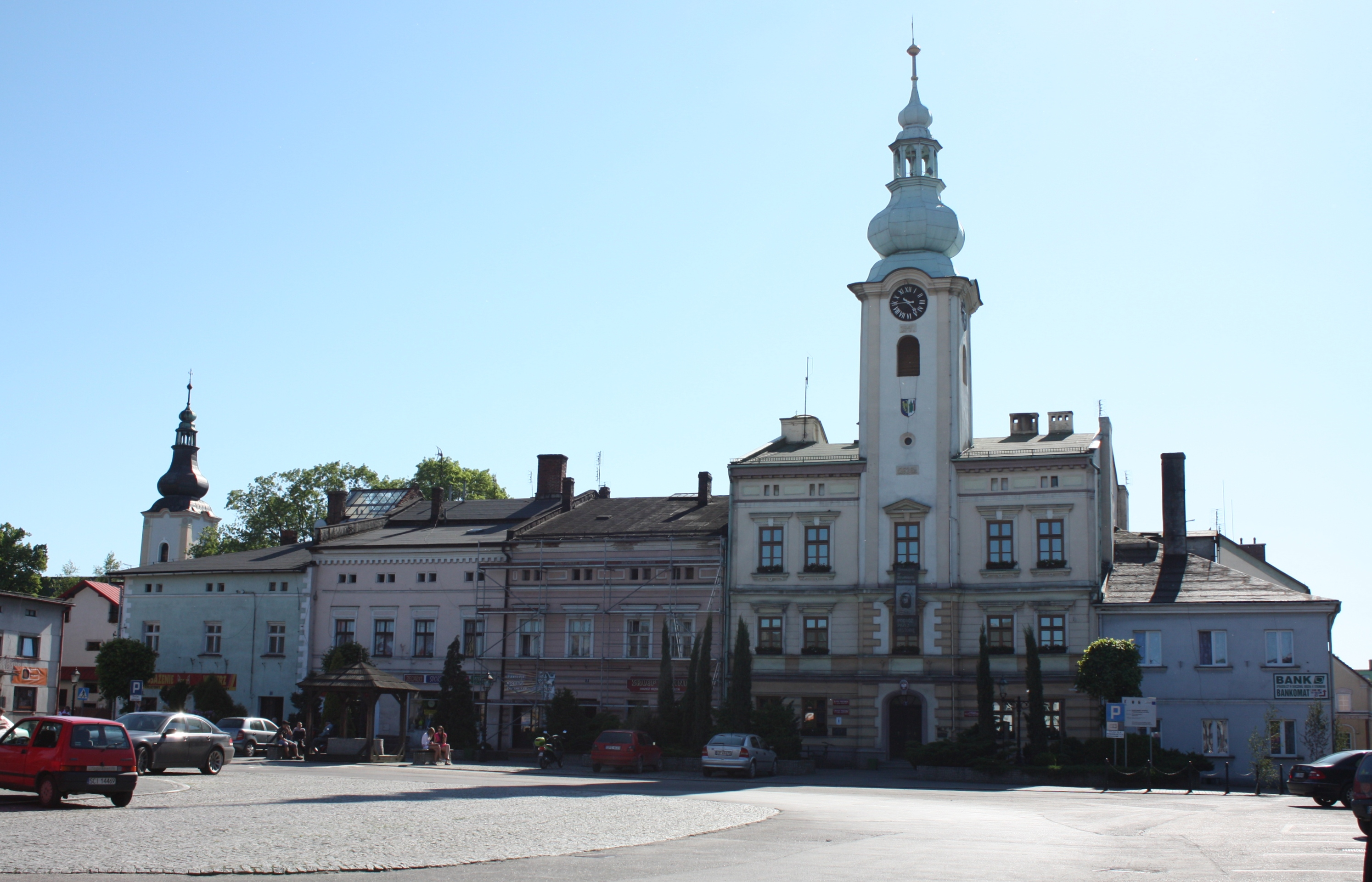
Der Ring mit Rathaus

Strumień [ˈstrumʲɛɲ]Ausspracheⓘ (deutsch Schwarzwasser, tschechisch Strumeň) ist eine Stadt im Powiat Cieszyński der polnischen Woiwodschaft Schlesien. Die über 3.000 Einwohner zählende Stadt ist Hauptort einer Stadt- und Landgemeinde mit rund 12.000 Einwohnern.

## Geographie
Die Gemeinde Strumień liegt im Norden der historischen Region Teschener Schlesien an der Grenze zu Oberschlesien. Außerdem ist die Stadt im Südosten der Woiwodschaft Schlesien etwa 20 km nordwestlich von Bielsko-Biała (dt. Bielitz-Biala) und rund 12 km vom Stadtzentrum von Jastrzębie-Zdrój (dt. Bad Königsdorff-Jastrzemb) entfernt gelegen. Durch das Gemeindegebiet fließt die Weichsel, die seit 1955 von Goczałkowice-Stausee gestaut wird, an den die Gemeinde angrenzt.

## Geschichte
Der Bach Czarny Strumień/Schwarzwasser wurde im Jahre 1293 erstmals urkundlich erwähnt und das Dorf Swarczenwassir wurde später im Jahre 1407 erstmals erwähnt. Es war eng mit dem Pleßer Land verbunden und gehörte der Pfarrei in Wisła Mała im Bistum Krakau (erst 1454 wurde eine Filialkirche erwähnt). Mit der zunehmenden herrschaftlichen Zersplitterung Schlesiens fiel der Ort gegen Ende des 13. Jahrhunderts an das Herzogtum Ratibor, mit diesem 1327 unter die Krone Böhmens kam. Gegen Anfang des 15. Jahrhunderts kam es an die Herrschaft von Pleß. In der Folge wechselte Schwarzwasser häufig den Besitzer, bis es um 1480 schließlich Teil des Herzogtums Teschen wurde. Der Teschener Herzog Kasimir II. übergab die Ortschaft später seinem Marschall Nikolaus Brodecki. Unter dessen Herrschaft bis 1518 erlebte der Ort mit dem Aufkommen der Fischzucht und der Blüte des Handwerks einen raschen Aufschwung. Förderlich war auch die Lage an der Kreuzung der Handelswege von Mähren nach Krakau sowie von Ratibor nach Bielitz. Diese Entwicklung spiegelt sich auch in der Verleihung des Stadtrechts an Schwarzwasser im Jahre 1482 sowie weiteren Privilegien in den folgenden Jahren wider. Außerdem wurden in der neuen Stadt, meistens unter dem polnischen Namen Strumień bekannt, Wochen- und Jahrmärkte abgehalten. Wahrscheinlich damals wurde auch die lokale Pfarrei aus dem Bistum Krakau abgetrennt und dem Bistum Breslau unterstellt. Nachdem König Vladislav II. das Stadtrecht im Jahre 1503 bestätigt hatte, erhielt die Stadt das Privileg ein eigenes Wappen und Siegel zu führen. Schon damals zeigte das Wappen das Abbild der heiligen Barbara. Bald darauf fielen weite Teile Schwarzwassers 1572 einer Feuersbrunst zum Opfer, worauf die Stadt in 30 Jahren wieder aufgebaut wurde. In den Jahren 1573 bzw. 1577 bis ca. 1594 existierte kurzfristige Standesherrschaft Skotschau-Schwarzwasser. Weitere Zerstörungen brachten der Dreißigjährige Krieg und ein weiterer Stadtbrand 1688. In diesem Jahr kehrte der deutsche Name als Schwarzwasser vulgo [gewöhnlich] Strumien zurück und die Stadt wurde danach mit dem Doppelnamen genannt. 1742 wurde Schwarzwasser nicht wie der überwiegende Teil Schlesiens preußisch, sondern wurde Grenzstadt in Österreichisch-Schlesien. Die Stadt wurde häufig von Seuchen und Hochwassern heimgesucht und ein erneuter Brand im Jahre 1793 zerstörte 73 Gebäude, darunter auch das Rathaus. Bei dem folgenden Wiederaufbau wurden überwiegend steinerne Häuser errichtet.
Mit der Eröffnung der ersten Textilfabriken im nahe gelegenen Bielitz zu Beginn des 19. Jahrhunderts sahen sich die seit dem 17. Jahrhundert zu Bedeutung gekommenen örtlichen Tuchmacher einem nicht zu überwindenden Konkurrenzproblem gegenübergestellt und auch die Gesamtwirtschaft Schwarzwassers erlebte einen Niedergang.
Wegen anfänglichem Widerstand der Bevölkerung konnte erst 1911 die (im selben Jahr zugunsten der Stadtgemeinde konzessionierte) sechs Kilometer lange schmalspurige Lokalbahn nach Chybi erbaut werden, die mit der Eröffnung am 10. Februar 1911 Schwarzwasser an die Strecke Chybi–Pawlowitz anschloss. Dies glich die bis dahin verkehrstechnisch ungünstige Lage der Stadt aus und erlaubte wieder einen gewissen Aufschwung. Damals entstanden unter anderem ein Fliesen- und ein Sägewerk. Nach der Wiedererrichtung des polnischen Staates 1918 wurde Schwarzwasser, auch wenn sich die von Deutschen (meistens örtlichen slawischen Herkunft) und sogenannten Schlonsaken geprägte Stadtführung für eine Angliederung an das Deutsche Reich einsetzte, unter seinem polnischen Namen Strumień Teil Polens. Während des Dritten Polnischen Aufstands im preußischen Oberschlesien 1921 befand sich im grenznahen Strumień ein Führungsstab der Aufständischen.
In der Zwischenkriegszeit zählte Strumień zu den ärmsten Städten der Autonomen Woiwodschaft Schlesien. In den 1930er Jahren erlangte die Keramikherstellung in Strumień mit einer Keramikfabrik und seit 1938 einer Fachschule an Bedeutung. Beim Überfall auf Polen zu Beginn des Zweiten Weltkriegs wurde die Stadt 1939 von der Wehrmacht besetzt und völkerrechtswidrig dem neuen Landkreis Bielitz zugeteilt. Gegen Ende des Krieges fanden in der Umgebung der Stadt schwere Gefechte zwischen der Roten Armee und der Wehrmacht statt. Bei diesen Gefechten und schließlich bei der Eroberung der Stadt wurde Strumień zu 60 % zerstört.

### Einwohnerentwicklung
| Jahr       | 1619 | 1790 | 1880 | 1890 | 1900 | 1910 | 1921 | 1939 | 1984 | 1998 | 2004 |
| ---------- | ---- | ---- | ---- | ---- | ---- | ---- | ---- | ---- | ---- | ---- | ---- |
| Einwohnern | 660  | 1130 | 1669 | 1590 | 1411 | 1513 | 1566 | 2100 | 2600 | 3400 | 3445 |

1. ↑  Darunter: 1396 (83,6 %) polnischsprachig, 257 (15,4 %) deutschsprachig, 16 (1 %) tschechischsprachig;
2. ↑  Darunter: 1231 (77,4 %) polnischsprachig, 347 (21,8 %) deutschsprachig, 12 (0,8 %) tschechischsprachig;
3. ↑  Darunter: 905 (64,2 %) polnischsprachig, 407 (35,2 %) deutschsprachig, 9 (0,6 %) polnischsprachig; 1431 (95,1 %) römisch-katholisch, 20 (1,3 %) evangelisch, 54 (3,6 %) israelitisch;
4. ↑  Darunter: 681 (45 %) polnischsprachig, 824 (54,5 %) deutschsprachig, 8 (0,5 %) tschechischsprachige; 1484 (94 %) römisch-katholisch, 28 (1,8 %) evangelisch, 67 (4,2 %) israelitisch;
5. ↑  Darunter: 1472 Polen, 59 Deutsche, 31 Juden; 1474 römisch-katholisch, 35 evangelisch, 56 israelitisch;

## Sehenswürdigkeiten
Auf der rechten Ringseite steht das Rathaus von 1628. Der heutige, spätbarocke Bau und vor allem der mit einer Zwiebelhaube bekrönte Uhrturm in der Mitte der Fassade wurden nach dem Stadtbrand von 1793 errichtet. Im 19. Jahrhundert wurde das Gebäude ausgebaut, wobei es unter anderem aufgestockt wurde.
Der Ring wird von Bürgerhäusern umrahmt, von denen einige noch dem Barock bzw. Rokoko zuzuordnen sind, die meisten wurden jedoch im 19. Jahrhundert umgestaltet. Inmitten des Rings wurde 1886 eine Mariensäule aufgestellt.
Mit dem heutigen, barocken Bau der Stadtpfarrkirche St. Barbara wurde 1789 begonnen, 1792 wurde der Frontturm errichtet und das Bauwerk 1793 vollendet. Im Turm wurden damals drei Glocken der abgebrochenen Vorgängerkirche aufgehängt, von denen nur noch die kleinste von 1766 erhalten ist. Das Innere der 1936 renovierten Kirche weist noch eine Rokokokanzel sowie Gemälde aus dem 17. und 18. Jahrhundert auf und wurde 1965 ausgemalt.
Das örtliche Gut besteht aus einem Herrenhaus aus dem 18. Jahrhundert sowie Wirtschafts- und Wohngebäuden aus dem 19. Jahrhundert.

## Städtepartnerschaften
- Petřvald, Tschechien (2002)

## Gemeinde
Die Stadt- und Landgemeinde Strumień gliedert sich neben der Stadt Strumień in folgende Ortsteile (Stand der Einwohnerzahlen: 31. Dezember 2006):
- Bąków (Bonkau); 1470
- Drogomyśl (Drahomischl); 2110
- Pruchna; 2442
- Zabłocie (Zablatsch); 1320
- Zbytków (Zbitkau); 1239

Die Gemeinde gehört zur Euroregion Śląsk Cieszyński.

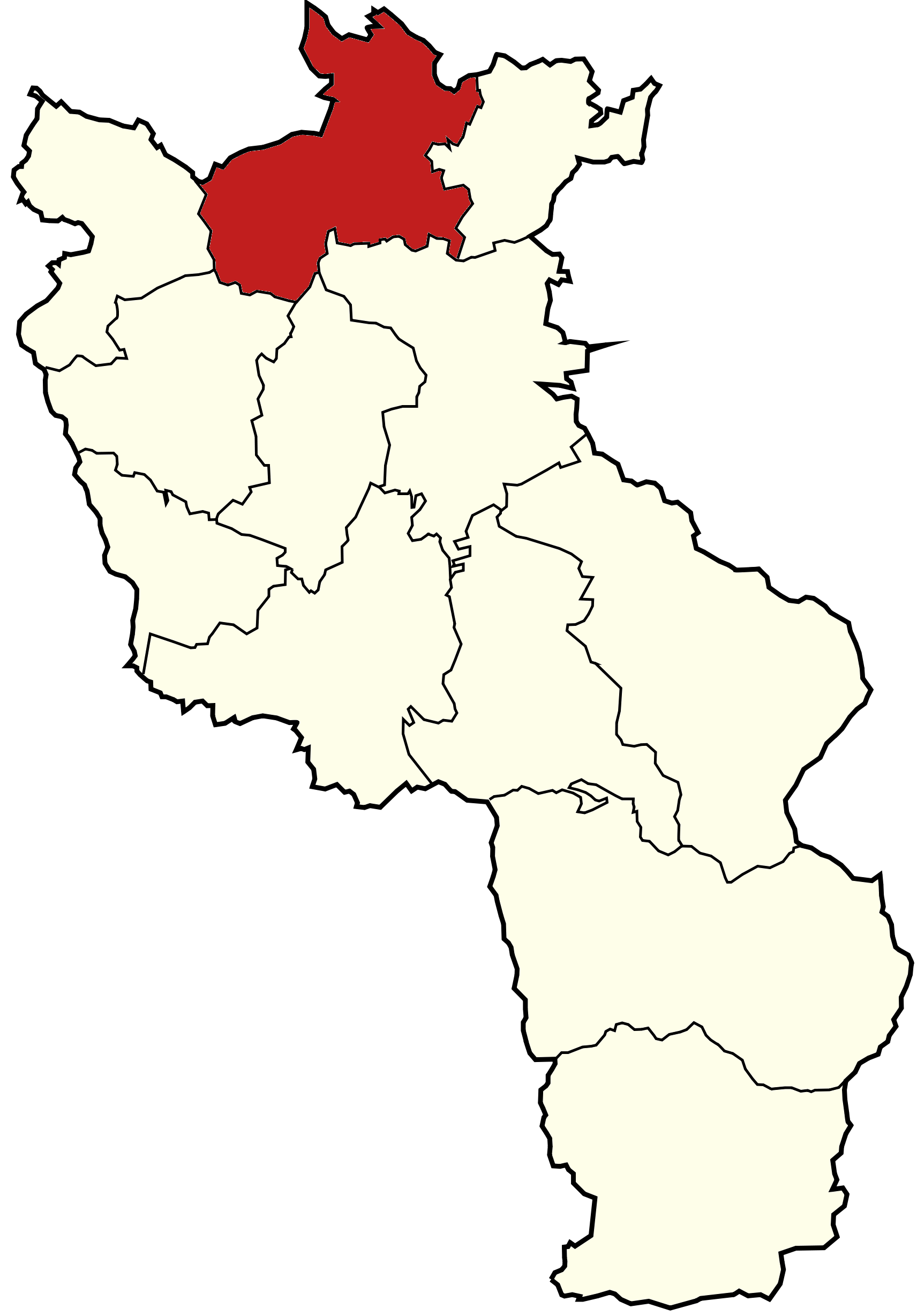
Die Gemeinde im Powiat Cieszyński
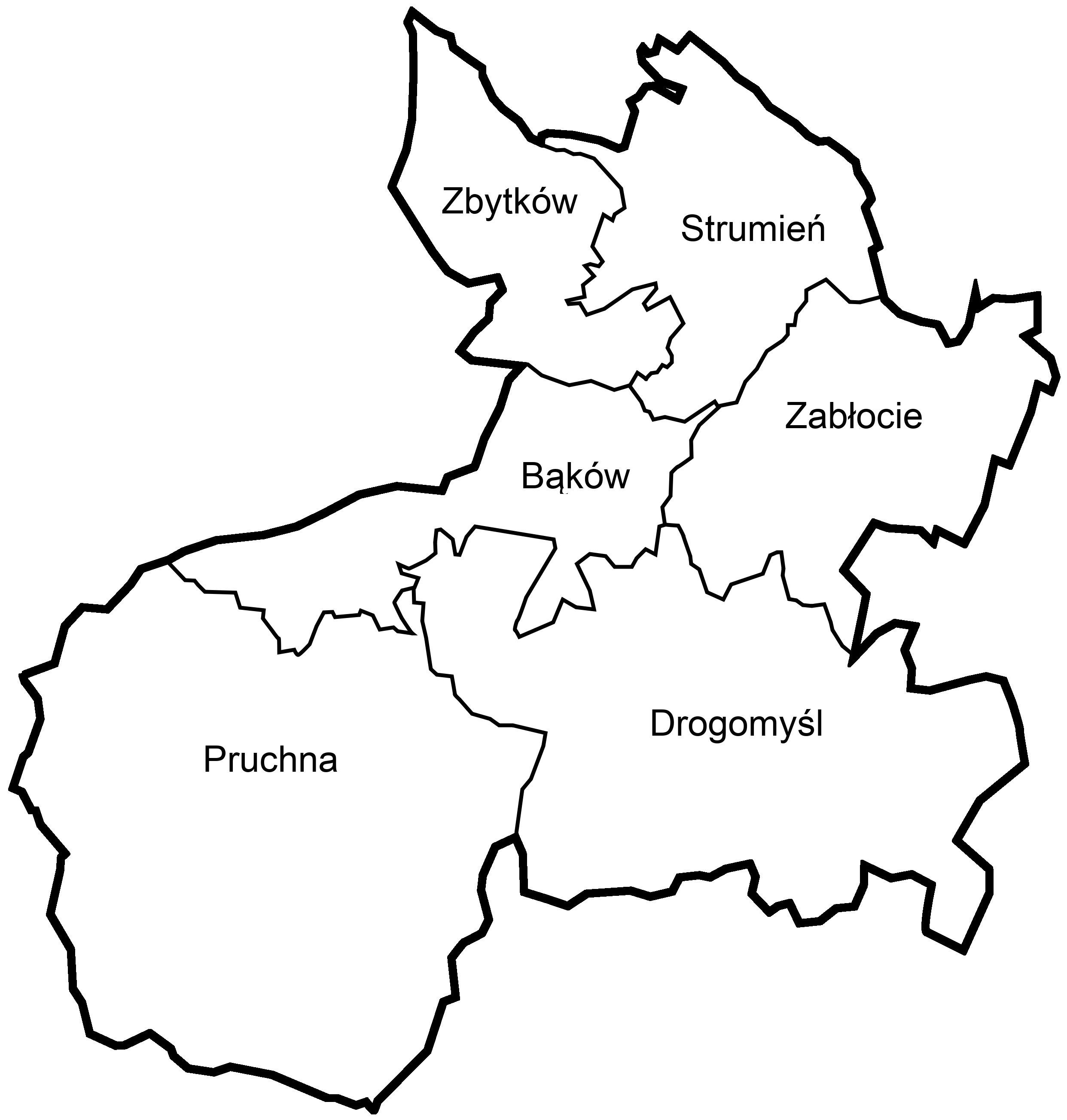
Ortschaften der Gemeinde